# 1-氯-9,10-双(苯乙炔基)蒽
1-氯-9,10-雙(苯基乙炔基)蒽的化學式為C30H17Cl，在常溫常壓下為橘紅色固體。它可由1-氯-9,10-蒽醌、苯乙炔和氯化亚锡为原料反应制得。

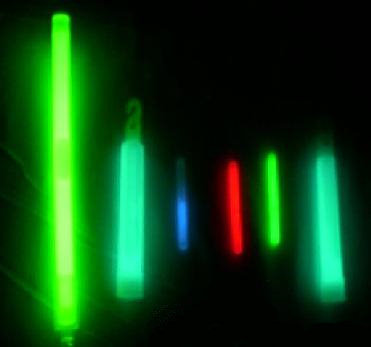
左1，黃綠色螢光棒示意圖

通常用於黃綠色螢光棒的染料。